# Petr Kudela (dokumentarista)
Petr Kudela (16. srpna 1936 Moravská Ostrava-Zábřeh – 2. ledna 2023 Praha) byl český dramaturg, režisér, spisovatel.

## Život
Petr Kudela po absolvování měšťanské školy nastoupil do učebního oboru zámečník ve Vítkovických železárnách. Dále vystudoval jedenáctiletou střední školu v Ostravě-Vítkovicích. Vysokoškolská studia zahájil na Filozofické fakultě Univerzity Karlovy, ale záhy přešel na FAMU, kde vystudoval dramaturgii a scenáristiku. Poté nastoupil do Krátkého filmu Praha (KF), kde se stal dramaturgem ve studiu Výukového filmu. Zde se vytvářely populárně-vědecké a naučné filmy, které byly komunisty méně dozorovány než filmy dokumentární. 
Ke svobodnější práci přispěla i uvolněnější společenská atmosféra šedesátých let. Ta ovšem rázně skončila po srpnové okupaci 1968 a následující Husákovské normalizaci. To se Kudela, jako spisovatel, dostal na seznam autorů, kterým kniha vyjít nemůže. Jako režisér v KF však pracoval dál, a to až do začátku devadesátých let.

## Filmová tvorba
- Dudy a dudáci (1970)
- Galerie Benedikta Rejta v Lounech (2004)
- Legenda o víně
- Podchod na Václavském náměstí (1968)[4]
- Kdy začal dnešek (1967)
- Nevěry a smutky
- Obraz tří Grácií (1973)
- Ostrava 75
- Apokryf o době Karla IV
- Známá země
- Počátky české metropole
- Žofinská huť z roku 1974 přepracován v roce 2015 na dokument Příběh o Žofii[5][6]
- Jitex (1998)
- Řeka Morava (1983)
- Moravská mše (1972)
- Muzeum v Pardubicích[2]
- Z deníku střelmistra (1979)
- Zemský ráj to na pohled
- Zelené perspektivy
- Národopisný den na jihu Moravy[7]
- Paláce 1. republiky na nábřeží Vltavy[8]

## Literární tvorba
- Strmá voda
- Něžné sestřičky
- Labyrint pod zámkem v Mikulově
- Hluboké elektrické ticho[9]
- prózy v časopisech Červený květ, Signál a Ostravský kulturní měsíčník

## Organizační činnost
Petr Kudela se zasloužil o 1. celostátní Přehlídku vědeckých a populárně vědeckých filmů v Olomouci, která  se konala  v roce 1966. Přehlídka pokračovala v dalších letech jako festival Academia Film Olomouc.

## Pedagogická činnost
Jako pedagog působil na FAMU, na UP v Olomouci a na filmových školách ve Zlíně a v Písku.